# Samuel Bronston
Samuel Bronston (né Samuil Bronschtein) est un producteur américain né le 26 mars 1908 en Bessarabie et mort le 12 janvier 1994 à Sacramento (Californie) d'une pneumonie.
Il est le neveu de Lev Davidovitch Bronstein dit Trotsky.

## Filmographie
- 1942 : Les aventures de Martin Eden (en) (The Adventures of Martin Eden) de Sidney Salkow
- 1943 : La Cité sans hommes (City Without Men) de Sidney Salkow
- 1943 : La Vie aventureuse de Jack London (Jack London) d'Alfred Santell
- 1945 : Le Commando de la mort (A Walk in the Sun) de Lewis Milestone
- 1959 : John Paul Jones, maître des mers (John Paul Jones) de John Farrow
- 1961 : Le Cid (El Cid) d'Anthony Mann
- 1961 : Le Roi des rois (King of Kings) de Nicholas Ray
- 1963 : Les 55 Jours de Pékin (55 Days at Peking) de Nicholas Ray
- 1964 : La Chute de l'empire romain (The Fall of the Roman Empir) d'Anthony Mann
- 1964 : Le Plus Grand Cirque du monde (Circus World) de Henry Hathaway
- 1966 : La Pampa sauvage (Savage Pampas) de Hugo Fregonese
- 1966 : El fantástico mundo del doctor Coppelius[2] de Ted Kneeland
- 1977 : Brigham de Tom McGowan
- 1984 : Fort Saganne d'Alain Corneau